# Nithulea
Nithulea – rodzaj błonkówek z rodziny Pergidae.

## Taksonomia
Rodzaj Nithulea został opisany 1911 przez Sieverta Rohwera jako monotypowy. Gatunkiem typowym jest Nithulea nigrata. W 1990 roku David Smith przeniósł z rodzaju Lycosceles do Nuthulea drugi gatunek - Nithulea porteri.

## Zasięg występowania
Przedstawiciele tego rodzaju występują w Krainie Neotropikalnej od Meksyku na płn. po Argentynę i Chile na płd.

## Systematyka
Do  Nithulea zaliczane są 2 gatunki:
- Nithulea nigrata
- Nithulea porteri